# Pecos (Nowy Meksyk)
Pecos – wieś w Stanach Zjednoczonych, w stanie Nowy Meksyk, w hrabstwie San Miguel.